# Наймарк Олена Борисівна
Олена Борисівна Наймарк (нар. 10 липня 1964, Москва) — російська біологиня, палеонтологиня, популяризаторка науки. Докторка біологічних наук, провідна наукова співробітниця Палеонтологічного інституту ім. А. А. Борісяка, Лабораторія найдавніших організмів.

## Біографія
Народилася 10 жовтня 1965 Москві. У 1987 закінчила біологічний факультет МГУ, у 1991- аспірантуру при Інституті океанології. З 1994 року працює в Палеонтологічному інституту РАН.
У 1991 — дисертація кандидата біологічних наук «Моделювання динаміки популяцій наваги й оселедця Білого моря», в 2001 році захистила докторську дисертацію «Еволюційна біогеографія викопних морських безхребетних: модель і приклади».
Авторка понад 100 наукових публікацій, в тому числі 2 монографій. Наукова редакторка й перекладачка десятків науково-популярних книг, авторка статей на сайті Елементи.ру.

## Нагороди
Медаль РАН з біології. Премія X. Раусінг (1998 рік) (Динаміка біорізноманіття минулого і біогеографія. Агностиди кембрію. Мікробно-мінеральні взаємодії в глинах і їх роль у формуванні фоссилій).

## Праці

### Монографії
- «Кількісні закономірності макроеволюції. Досвід застосування системного підходу до аналізу розвитку надвидових таксонів»(у співавт., 1998, Тр. СІН, Т.273)
- «Hundred Species of the Genus Peronopsis Hawle et Corda 1847»

### Науково-популярні книги
- Олександр Марков, Олена Наймарк. {{{Заголовок}}}. — 656 с. — (Династія) — 10 000 прим.